# Kasteel Beauvoorde

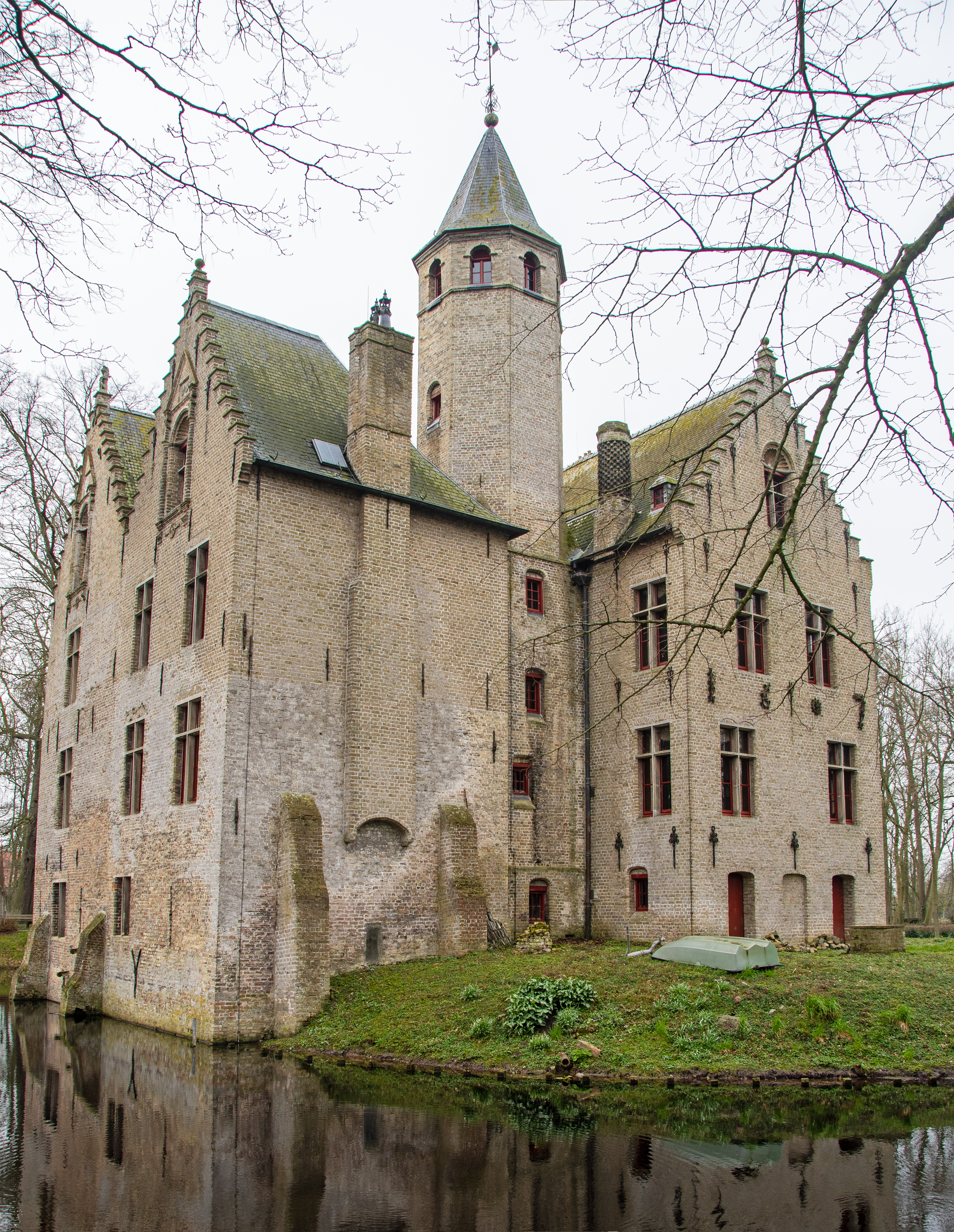
Kasteel Beauvoorde

Kasteel Beauvoorde is een waterkasteel gelegen in Wulveringem (Beauvoorde), deelgemeente van Veurne in de Belgische provincie West-Vlaanderen.
De eerste bekende bewoner van de burcht was Jan de Valuwe, eigenaar in 1408, die het domein in een leen omzette. De burcht werd door de geuzen in 1584 in brand gestoken en in 1617 in renaissancestijl herbouwd. De toenmalige bewoner was Jacob de Bryarde; zijn familie bleef eigenaar tot 1828. Intussen was het domein vervallen tot een kasteelhoeve en uiteindelijk tot een boerderij, die afgebroken zou worden.
Arthur Merghelynck kon het in 1875 nog net van de totale afbraak redden door restauratie en heropbouw. De huidige inrichting en het meubilair zijn eveneens van hem. Het gebouw werd uitgebreid door de stadsarchitect van Veurne, Jozef Vinck. In het interieur bracht hij stukken uit de 17e eeuw samen met replica's (zijn "Hôtel Merghelynck" in Ieper richtte hij in met 18e-eeuwse stukken). Om het geheel te verfraaien liet hij een Frans-Engelse tuin aanleggen.
In 1905 schonk Merghelynck, die kinderloos was, zijn bezit per testament aan de Belgische Staat, die het ter beschikking moest stellen van de Koninklijke Academie voor Nederlandse Taal- en Letterkunde (KANTL). Door het overlijden van zijn weduwe in 1941 kon dat na de Tweede Wereldoorlog gerealiseerd worden. Het kasteel werd beschermd als monument in 1987. In 1998 droeg de KANTL het beheer over aan de Stichting Vlaams Erfgoed (later Erfgoed Vlaanderen), terwijl de Belgische Staat het kasteeldomein aan de Vlaamse Gemeenschap overdroeg in 2003. Sindsdien zorgt de vereniging Erfgoed Vlaanderen voor het beheer. Erfgoed Vlaanderen ging op zijn beurt in 2012 op in de nieuwe Vlaamse erfgoedorganisatie Herita.
Kasteel Beauvoorde is nu individueel te bezoeken met audiogids. Er is ook een erfgoedwinkel en een bezoekerscentrum.
Het kasteel geeft een culturele impuls aan de Westhoek, onder meer door een zomertentoonstelling en andere culturele activiteiten.